# 라즈스두피쿠

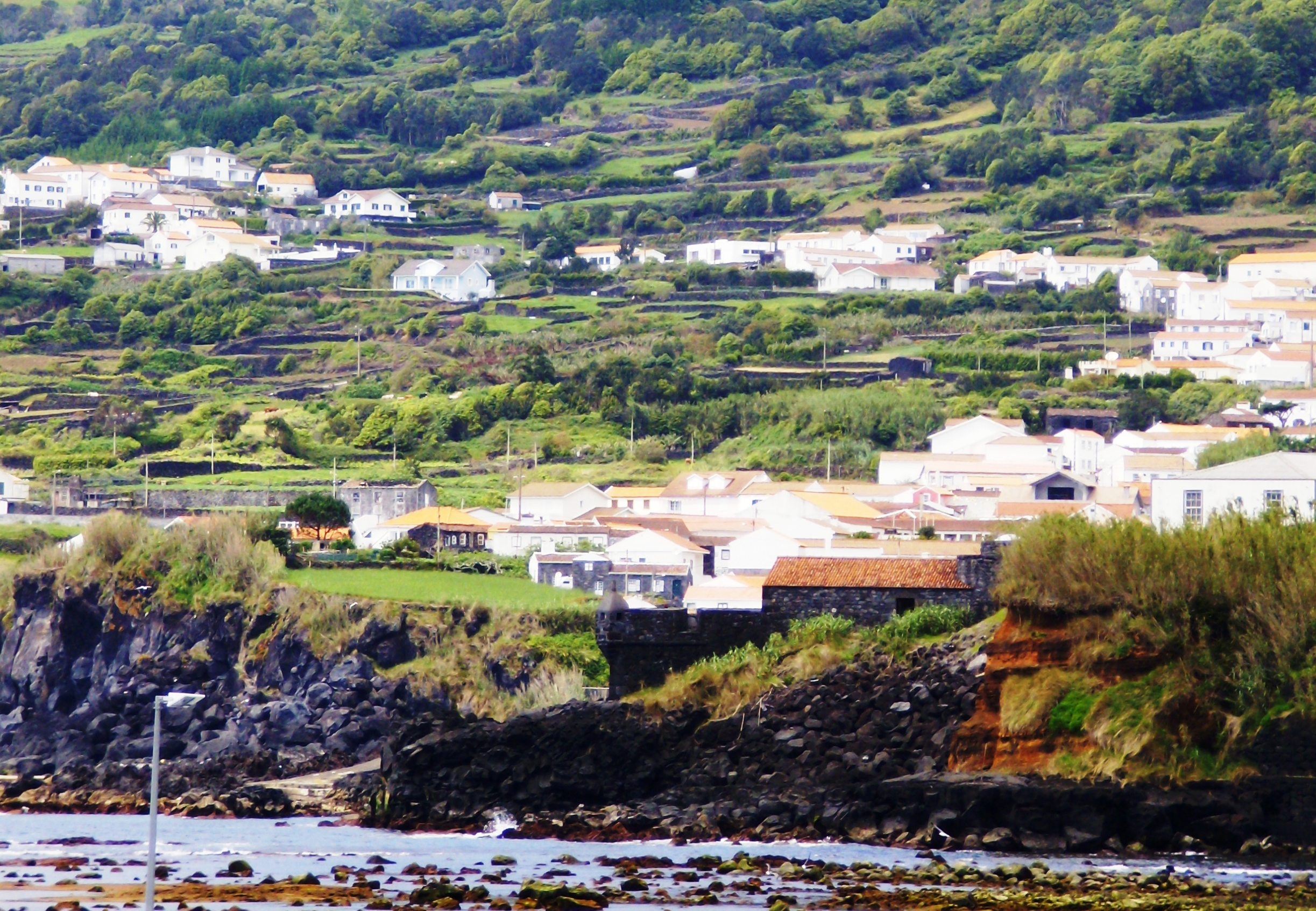
라즈스두피쿠

라즈스두피쿠(포르투갈어: Lajes do Pico)는 포르투갈 아소르스 제도의 섬 중 하나인 피쿠섬의 주요 도시이다. 면적은 155.31km2, 인구는 2011년 기준으로 4,711명이다.